# Блињи ле Сек
Блињи ле Сек (фр. Bligny-le-Sec) насеље је и општина у источном делу централне Француске у региону Бургоња, у департману Златна обала која припада префектури Дижон.
По подацима из 2011. године у општини је живело 159 становника, а густина насељености је износила 9,57 становника/km². Општина се простире на површини од 16,61 km². Налази се на средњој надморској висини од 550 метара (максималној 579 m, а минималној 458 m).

## Демографија
| 1962. | 1968. | 1975. | 1982. | 1990. | 1999. | 2011. |
| ----- | ----- | ----- | ----- | ----- | ----- | ----- |
| 144   | 163   | 140   | 131   | 110   | 127   | 159   |

График промене броја становника у току последњих година